# Kasparov contre le monde
Cet article utilise la notation algébrique pour décrire des coups du jeu d'échecs.

Animation de la partie.

La partie Garry Kasparov contre le reste du monde est une célèbre partie d'échecs par consultation sur Internet qui s'est déroulée de juin à octobre 1999. 
La grand maître Garry Kasparov (alors le champion du monde en titre) avait les blancs et l'équipe du « Reste du monde » les noirs. Le rythme du jeu était d'un coup par jour environ. 

## Composition de l'équipe «Reste du monde»
L'équipe « Reste du monde » est composée d'internautes qui se sont inscrits sur le site des jeux de Microsoft et qui se sont rendus sur la page web « Jouez contre Kasparov ». Chaque internaute peut alors étudier le dernier coup joué par Kasparov et voter pour la pièce à déplacer. Le coup qui remporte le plus de votes est effectivement joué.
L'équipe « Reste du monde » était également aidée par quatre professionnels du jeu d'échecs, le grand maître Étienne Bacrot, le maître international Florin Felecan (en) et les maîtres internationaux féminins (devenues par la suite grand maîtres) Irina Krush et Elisabeth Pähtz, ainsi qu'un animateur.

## Déroulement de la partie
|   | a | b | c | d | e | f | g | h |   |
| 8 | Roi blanc sur case noire g7 · Pion blanc sur case blanche g6 · Pion noir sur case blanche d5 · Dame blanche sur case noire d4 · Dame noire sur case blanche f3 · Roi noir sur case blanche b1 | Roi blanc sur case noire g7 · Pion blanc sur case blanche g6 · Pion noir sur case blanche d5 · Dame blanche sur case noire d4 · Dame noire sur case blanche f3 · Roi noir sur case blanche b1 | Roi blanc sur case noire g7 · Pion blanc sur case blanche g6 · Pion noir sur case blanche d5 · Dame blanche sur case noire d4 · Dame noire sur case blanche f3 · Roi noir sur case blanche b1 | Roi blanc sur case noire g7 · Pion blanc sur case blanche g6 · Pion noir sur case blanche d5 · Dame blanche sur case noire d4 · Dame noire sur case blanche f3 · Roi noir sur case blanche b1 | Roi blanc sur case noire g7 · Pion blanc sur case blanche g6 · Pion noir sur case blanche d5 · Dame blanche sur case noire d4 · Dame noire sur case blanche f3 · Roi noir sur case blanche b1 | Roi blanc sur case noire g7 · Pion blanc sur case blanche g6 · Pion noir sur case blanche d5 · Dame blanche sur case noire d4 · Dame noire sur case blanche f3 · Roi noir sur case blanche b1 | Roi blanc sur case noire g7 · Pion blanc sur case blanche g6 · Pion noir sur case blanche d5 · Dame blanche sur case noire d4 · Dame noire sur case blanche f3 · Roi noir sur case blanche b1 | Roi blanc sur case noire g7 · Pion blanc sur case blanche g6 · Pion noir sur case blanche d5 · Dame blanche sur case noire d4 · Dame noire sur case blanche f3 · Roi noir sur case blanche b1 | 8 |
| 7 | Roi blanc sur case noire g7 · Pion blanc sur case blanche g6 · Pion noir sur case blanche d5 · Dame blanche sur case noire d4 · Dame noire sur case blanche f3 · Roi noir sur case blanche b1 | Roi blanc sur case noire g7 · Pion blanc sur case blanche g6 · Pion noir sur case blanche d5 · Dame blanche sur case noire d4 · Dame noire sur case blanche f3 · Roi noir sur case blanche b1 | Roi blanc sur case noire g7 · Pion blanc sur case blanche g6 · Pion noir sur case blanche d5 · Dame blanche sur case noire d4 · Dame noire sur case blanche f3 · Roi noir sur case blanche b1 | Roi blanc sur case noire g7 · Pion blanc sur case blanche g6 · Pion noir sur case blanche d5 · Dame blanche sur case noire d4 · Dame noire sur case blanche f3 · Roi noir sur case blanche b1 | Roi blanc sur case noire g7 · Pion blanc sur case blanche g6 · Pion noir sur case blanche d5 · Dame blanche sur case noire d4 · Dame noire sur case blanche f3 · Roi noir sur case blanche b1 | Roi blanc sur case noire g7 · Pion blanc sur case blanche g6 · Pion noir sur case blanche d5 · Dame blanche sur case noire d4 · Dame noire sur case blanche f3 · Roi noir sur case blanche b1 | Roi blanc sur case noire g7 · Pion blanc sur case blanche g6 · Pion noir sur case blanche d5 · Dame blanche sur case noire d4 · Dame noire sur case blanche f3 · Roi noir sur case blanche b1 | Roi blanc sur case noire g7 · Pion blanc sur case blanche g6 · Pion noir sur case blanche d5 · Dame blanche sur case noire d4 · Dame noire sur case blanche f3 · Roi noir sur case blanche b1 | 7 |
| 6 | Roi blanc sur case noire g7 · Pion blanc sur case blanche g6 · Pion noir sur case blanche d5 · Dame blanche sur case noire d4 · Dame noire sur case blanche f3 · Roi noir sur case blanche b1 | Roi blanc sur case noire g7 · Pion blanc sur case blanche g6 · Pion noir sur case blanche d5 · Dame blanche sur case noire d4 · Dame noire sur case blanche f3 · Roi noir sur case blanche b1 | Roi blanc sur case noire g7 · Pion blanc sur case blanche g6 · Pion noir sur case blanche d5 · Dame blanche sur case noire d4 · Dame noire sur case blanche f3 · Roi noir sur case blanche b1 | Roi blanc sur case noire g7 · Pion blanc sur case blanche g6 · Pion noir sur case blanche d5 · Dame blanche sur case noire d4 · Dame noire sur case blanche f3 · Roi noir sur case blanche b1 | Roi blanc sur case noire g7 · Pion blanc sur case blanche g6 · Pion noir sur case blanche d5 · Dame blanche sur case noire d4 · Dame noire sur case blanche f3 · Roi noir sur case blanche b1 | Roi blanc sur case noire g7 · Pion blanc sur case blanche g6 · Pion noir sur case blanche d5 · Dame blanche sur case noire d4 · Dame noire sur case blanche f3 · Roi noir sur case blanche b1 | Roi blanc sur case noire g7 · Pion blanc sur case blanche g6 · Pion noir sur case blanche d5 · Dame blanche sur case noire d4 · Dame noire sur case blanche f3 · Roi noir sur case blanche b1 | Roi blanc sur case noire g7 · Pion blanc sur case blanche g6 · Pion noir sur case blanche d5 · Dame blanche sur case noire d4 · Dame noire sur case blanche f3 · Roi noir sur case blanche b1 | 6 |
| 5 | Roi blanc sur case noire g7 · Pion blanc sur case blanche g6 · Pion noir sur case blanche d5 · Dame blanche sur case noire d4 · Dame noire sur case blanche f3 · Roi noir sur case blanche b1 | Roi blanc sur case noire g7 · Pion blanc sur case blanche g6 · Pion noir sur case blanche d5 · Dame blanche sur case noire d4 · Dame noire sur case blanche f3 · Roi noir sur case blanche b1 | Roi blanc sur case noire g7 · Pion blanc sur case blanche g6 · Pion noir sur case blanche d5 · Dame blanche sur case noire d4 · Dame noire sur case blanche f3 · Roi noir sur case blanche b1 | Roi blanc sur case noire g7 · Pion blanc sur case blanche g6 · Pion noir sur case blanche d5 · Dame blanche sur case noire d4 · Dame noire sur case blanche f3 · Roi noir sur case blanche b1 | Roi blanc sur case noire g7 · Pion blanc sur case blanche g6 · Pion noir sur case blanche d5 · Dame blanche sur case noire d4 · Dame noire sur case blanche f3 · Roi noir sur case blanche b1 | Roi blanc sur case noire g7 · Pion blanc sur case blanche g6 · Pion noir sur case blanche d5 · Dame blanche sur case noire d4 · Dame noire sur case blanche f3 · Roi noir sur case blanche b1 | Roi blanc sur case noire g7 · Pion blanc sur case blanche g6 · Pion noir sur case blanche d5 · Dame blanche sur case noire d4 · Dame noire sur case blanche f3 · Roi noir sur case blanche b1 | Roi blanc sur case noire g7 · Pion blanc sur case blanche g6 · Pion noir sur case blanche d5 · Dame blanche sur case noire d4 · Dame noire sur case blanche f3 · Roi noir sur case blanche b1 | 5 |
| 4 | Roi blanc sur case noire g7 · Pion blanc sur case blanche g6 · Pion noir sur case blanche d5 · Dame blanche sur case noire d4 · Dame noire sur case blanche f3 · Roi noir sur case blanche b1 | Roi blanc sur case noire g7 · Pion blanc sur case blanche g6 · Pion noir sur case blanche d5 · Dame blanche sur case noire d4 · Dame noire sur case blanche f3 · Roi noir sur case blanche b1 | Roi blanc sur case noire g7 · Pion blanc sur case blanche g6 · Pion noir sur case blanche d5 · Dame blanche sur case noire d4 · Dame noire sur case blanche f3 · Roi noir sur case blanche b1 | Roi blanc sur case noire g7 · Pion blanc sur case blanche g6 · Pion noir sur case blanche d5 · Dame blanche sur case noire d4 · Dame noire sur case blanche f3 · Roi noir sur case blanche b1 | Roi blanc sur case noire g7 · Pion blanc sur case blanche g6 · Pion noir sur case blanche d5 · Dame blanche sur case noire d4 · Dame noire sur case blanche f3 · Roi noir sur case blanche b1 | Roi blanc sur case noire g7 · Pion blanc sur case blanche g6 · Pion noir sur case blanche d5 · Dame blanche sur case noire d4 · Dame noire sur case blanche f3 · Roi noir sur case blanche b1 | Roi blanc sur case noire g7 · Pion blanc sur case blanche g6 · Pion noir sur case blanche d5 · Dame blanche sur case noire d4 · Dame noire sur case blanche f3 · Roi noir sur case blanche b1 | Roi blanc sur case noire g7 · Pion blanc sur case blanche g6 · Pion noir sur case blanche d5 · Dame blanche sur case noire d4 · Dame noire sur case blanche f3 · Roi noir sur case blanche b1 | 4 |
| 3 | Roi blanc sur case noire g7 · Pion blanc sur case blanche g6 · Pion noir sur case blanche d5 · Dame blanche sur case noire d4 · Dame noire sur case blanche f3 · Roi noir sur case blanche b1 | Roi blanc sur case noire g7 · Pion blanc sur case blanche g6 · Pion noir sur case blanche d5 · Dame blanche sur case noire d4 · Dame noire sur case blanche f3 · Roi noir sur case blanche b1 | Roi blanc sur case noire g7 · Pion blanc sur case blanche g6 · Pion noir sur case blanche d5 · Dame blanche sur case noire d4 · Dame noire sur case blanche f3 · Roi noir sur case blanche b1 | Roi blanc sur case noire g7 · Pion blanc sur case blanche g6 · Pion noir sur case blanche d5 · Dame blanche sur case noire d4 · Dame noire sur case blanche f3 · Roi noir sur case blanche b1 | Roi blanc sur case noire g7 · Pion blanc sur case blanche g6 · Pion noir sur case blanche d5 · Dame blanche sur case noire d4 · Dame noire sur case blanche f3 · Roi noir sur case blanche b1 | Roi blanc sur case noire g7 · Pion blanc sur case blanche g6 · Pion noir sur case blanche d5 · Dame blanche sur case noire d4 · Dame noire sur case blanche f3 · Roi noir sur case blanche b1 | Roi blanc sur case noire g7 · Pion blanc sur case blanche g6 · Pion noir sur case blanche d5 · Dame blanche sur case noire d4 · Dame noire sur case blanche f3 · Roi noir sur case blanche b1 | Roi blanc sur case noire g7 · Pion blanc sur case blanche g6 · Pion noir sur case blanche d5 · Dame blanche sur case noire d4 · Dame noire sur case blanche f3 · Roi noir sur case blanche b1 | 3 |
| 2 | Roi blanc sur case noire g7 · Pion blanc sur case blanche g6 · Pion noir sur case blanche d5 · Dame blanche sur case noire d4 · Dame noire sur case blanche f3 · Roi noir sur case blanche b1 | Roi blanc sur case noire g7 · Pion blanc sur case blanche g6 · Pion noir sur case blanche d5 · Dame blanche sur case noire d4 · Dame noire sur case blanche f3 · Roi noir sur case blanche b1 | Roi blanc sur case noire g7 · Pion blanc sur case blanche g6 · Pion noir sur case blanche d5 · Dame blanche sur case noire d4 · Dame noire sur case blanche f3 · Roi noir sur case blanche b1 | Roi blanc sur case noire g7 · Pion blanc sur case blanche g6 · Pion noir sur case blanche d5 · Dame blanche sur case noire d4 · Dame noire sur case blanche f3 · Roi noir sur case blanche b1 | Roi blanc sur case noire g7 · Pion blanc sur case blanche g6 · Pion noir sur case blanche d5 · Dame blanche sur case noire d4 · Dame noire sur case blanche f3 · Roi noir sur case blanche b1 | Roi blanc sur case noire g7 · Pion blanc sur case blanche g6 · Pion noir sur case blanche d5 · Dame blanche sur case noire d4 · Dame noire sur case blanche f3 · Roi noir sur case blanche b1 | Roi blanc sur case noire g7 · Pion blanc sur case blanche g6 · Pion noir sur case blanche d5 · Dame blanche sur case noire d4 · Dame noire sur case blanche f3 · Roi noir sur case blanche b1 | Roi blanc sur case noire g7 · Pion blanc sur case blanche g6 · Pion noir sur case blanche d5 · Dame blanche sur case noire d4 · Dame noire sur case blanche f3 · Roi noir sur case blanche b1 | 2 |
| 1 | Roi blanc sur case noire g7 · Pion blanc sur case blanche g6 · Pion noir sur case blanche d5 · Dame blanche sur case noire d4 · Dame noire sur case blanche f3 · Roi noir sur case blanche b1 | Roi blanc sur case noire g7 · Pion blanc sur case blanche g6 · Pion noir sur case blanche d5 · Dame blanche sur case noire d4 · Dame noire sur case blanche f3 · Roi noir sur case blanche b1 | Roi blanc sur case noire g7 · Pion blanc sur case blanche g6 · Pion noir sur case blanche d5 · Dame blanche sur case noire d4 · Dame noire sur case blanche f3 · Roi noir sur case blanche b1 | Roi blanc sur case noire g7 · Pion blanc sur case blanche g6 · Pion noir sur case blanche d5 · Dame blanche sur case noire d4 · Dame noire sur case blanche f3 · Roi noir sur case blanche b1 | Roi blanc sur case noire g7 · Pion blanc sur case blanche g6 · Pion noir sur case blanche d5 · Dame blanche sur case noire d4 · Dame noire sur case blanche f3 · Roi noir sur case blanche b1 | Roi blanc sur case noire g7 · Pion blanc sur case blanche g6 · Pion noir sur case blanche d5 · Dame blanche sur case noire d4 · Dame noire sur case blanche f3 · Roi noir sur case blanche b1 | Roi blanc sur case noire g7 · Pion blanc sur case blanche g6 · Pion noir sur case blanche d5 · Dame blanche sur case noire d4 · Dame noire sur case blanche f3 · Roi noir sur case blanche b1 | Roi blanc sur case noire g7 · Pion blanc sur case blanche g6 · Pion noir sur case blanche d5 · Dame blanche sur case noire d4 · Dame noire sur case blanche f3 · Roi noir sur case blanche b1 | 1 |
|   | a | b | c | d | e | f | g | h |   |

|   | a | b | c | d | e | f | g | h |   |
| 8 | Pion blanc sur case noire g7 · Roi blanc sur case noire f6 · Pion noir sur case noire d4 · Dame noire sur case blanche e4 · Dame blanche sur case noire f2 · Roi noir sur case noire c1 | Pion blanc sur case noire g7 · Roi blanc sur case noire f6 · Pion noir sur case noire d4 · Dame noire sur case blanche e4 · Dame blanche sur case noire f2 · Roi noir sur case noire c1 | Pion blanc sur case noire g7 · Roi blanc sur case noire f6 · Pion noir sur case noire d4 · Dame noire sur case blanche e4 · Dame blanche sur case noire f2 · Roi noir sur case noire c1 | Pion blanc sur case noire g7 · Roi blanc sur case noire f6 · Pion noir sur case noire d4 · Dame noire sur case blanche e4 · Dame blanche sur case noire f2 · Roi noir sur case noire c1 | Pion blanc sur case noire g7 · Roi blanc sur case noire f6 · Pion noir sur case noire d4 · Dame noire sur case blanche e4 · Dame blanche sur case noire f2 · Roi noir sur case noire c1 | Pion blanc sur case noire g7 · Roi blanc sur case noire f6 · Pion noir sur case noire d4 · Dame noire sur case blanche e4 · Dame blanche sur case noire f2 · Roi noir sur case noire c1 | Pion blanc sur case noire g7 · Roi blanc sur case noire f6 · Pion noir sur case noire d4 · Dame noire sur case blanche e4 · Dame blanche sur case noire f2 · Roi noir sur case noire c1 | Pion blanc sur case noire g7 · Roi blanc sur case noire f6 · Pion noir sur case noire d4 · Dame noire sur case blanche e4 · Dame blanche sur case noire f2 · Roi noir sur case noire c1 | 8 |
| 7 | Pion blanc sur case noire g7 · Roi blanc sur case noire f6 · Pion noir sur case noire d4 · Dame noire sur case blanche e4 · Dame blanche sur case noire f2 · Roi noir sur case noire c1 | Pion blanc sur case noire g7 · Roi blanc sur case noire f6 · Pion noir sur case noire d4 · Dame noire sur case blanche e4 · Dame blanche sur case noire f2 · Roi noir sur case noire c1 | Pion blanc sur case noire g7 · Roi blanc sur case noire f6 · Pion noir sur case noire d4 · Dame noire sur case blanche e4 · Dame blanche sur case noire f2 · Roi noir sur case noire c1 | Pion blanc sur case noire g7 · Roi blanc sur case noire f6 · Pion noir sur case noire d4 · Dame noire sur case blanche e4 · Dame blanche sur case noire f2 · Roi noir sur case noire c1 | Pion blanc sur case noire g7 · Roi blanc sur case noire f6 · Pion noir sur case noire d4 · Dame noire sur case blanche e4 · Dame blanche sur case noire f2 · Roi noir sur case noire c1 | Pion blanc sur case noire g7 · Roi blanc sur case noire f6 · Pion noir sur case noire d4 · Dame noire sur case blanche e4 · Dame blanche sur case noire f2 · Roi noir sur case noire c1 | Pion blanc sur case noire g7 · Roi blanc sur case noire f6 · Pion noir sur case noire d4 · Dame noire sur case blanche e4 · Dame blanche sur case noire f2 · Roi noir sur case noire c1 | Pion blanc sur case noire g7 · Roi blanc sur case noire f6 · Pion noir sur case noire d4 · Dame noire sur case blanche e4 · Dame blanche sur case noire f2 · Roi noir sur case noire c1 | 7 |
| 6 | Pion blanc sur case noire g7 · Roi blanc sur case noire f6 · Pion noir sur case noire d4 · Dame noire sur case blanche e4 · Dame blanche sur case noire f2 · Roi noir sur case noire c1 | Pion blanc sur case noire g7 · Roi blanc sur case noire f6 · Pion noir sur case noire d4 · Dame noire sur case blanche e4 · Dame blanche sur case noire f2 · Roi noir sur case noire c1 | Pion blanc sur case noire g7 · Roi blanc sur case noire f6 · Pion noir sur case noire d4 · Dame noire sur case blanche e4 · Dame blanche sur case noire f2 · Roi noir sur case noire c1 | Pion blanc sur case noire g7 · Roi blanc sur case noire f6 · Pion noir sur case noire d4 · Dame noire sur case blanche e4 · Dame blanche sur case noire f2 · Roi noir sur case noire c1 | Pion blanc sur case noire g7 · Roi blanc sur case noire f6 · Pion noir sur case noire d4 · Dame noire sur case blanche e4 · Dame blanche sur case noire f2 · Roi noir sur case noire c1 | Pion blanc sur case noire g7 · Roi blanc sur case noire f6 · Pion noir sur case noire d4 · Dame noire sur case blanche e4 · Dame blanche sur case noire f2 · Roi noir sur case noire c1 | Pion blanc sur case noire g7 · Roi blanc sur case noire f6 · Pion noir sur case noire d4 · Dame noire sur case blanche e4 · Dame blanche sur case noire f2 · Roi noir sur case noire c1 | Pion blanc sur case noire g7 · Roi blanc sur case noire f6 · Pion noir sur case noire d4 · Dame noire sur case blanche e4 · Dame blanche sur case noire f2 · Roi noir sur case noire c1 | 6 |
| 5 | Pion blanc sur case noire g7 · Roi blanc sur case noire f6 · Pion noir sur case noire d4 · Dame noire sur case blanche e4 · Dame blanche sur case noire f2 · Roi noir sur case noire c1 | Pion blanc sur case noire g7 · Roi blanc sur case noire f6 · Pion noir sur case noire d4 · Dame noire sur case blanche e4 · Dame blanche sur case noire f2 · Roi noir sur case noire c1 | Pion blanc sur case noire g7 · Roi blanc sur case noire f6 · Pion noir sur case noire d4 · Dame noire sur case blanche e4 · Dame blanche sur case noire f2 · Roi noir sur case noire c1 | Pion blanc sur case noire g7 · Roi blanc sur case noire f6 · Pion noir sur case noire d4 · Dame noire sur case blanche e4 · Dame blanche sur case noire f2 · Roi noir sur case noire c1 | Pion blanc sur case noire g7 · Roi blanc sur case noire f6 · Pion noir sur case noire d4 · Dame noire sur case blanche e4 · Dame blanche sur case noire f2 · Roi noir sur case noire c1 | Pion blanc sur case noire g7 · Roi blanc sur case noire f6 · Pion noir sur case noire d4 · Dame noire sur case blanche e4 · Dame blanche sur case noire f2 · Roi noir sur case noire c1 | Pion blanc sur case noire g7 · Roi blanc sur case noire f6 · Pion noir sur case noire d4 · Dame noire sur case blanche e4 · Dame blanche sur case noire f2 · Roi noir sur case noire c1 | Pion blanc sur case noire g7 · Roi blanc sur case noire f6 · Pion noir sur case noire d4 · Dame noire sur case blanche e4 · Dame blanche sur case noire f2 · Roi noir sur case noire c1 | 5 |
| 4 | Pion blanc sur case noire g7 · Roi blanc sur case noire f6 · Pion noir sur case noire d4 · Dame noire sur case blanche e4 · Dame blanche sur case noire f2 · Roi noir sur case noire c1 | Pion blanc sur case noire g7 · Roi blanc sur case noire f6 · Pion noir sur case noire d4 · Dame noire sur case blanche e4 · Dame blanche sur case noire f2 · Roi noir sur case noire c1 | Pion blanc sur case noire g7 · Roi blanc sur case noire f6 · Pion noir sur case noire d4 · Dame noire sur case blanche e4 · Dame blanche sur case noire f2 · Roi noir sur case noire c1 | Pion blanc sur case noire g7 · Roi blanc sur case noire f6 · Pion noir sur case noire d4 · Dame noire sur case blanche e4 · Dame blanche sur case noire f2 · Roi noir sur case noire c1 | Pion blanc sur case noire g7 · Roi blanc sur case noire f6 · Pion noir sur case noire d4 · Dame noire sur case blanche e4 · Dame blanche sur case noire f2 · Roi noir sur case noire c1 | Pion blanc sur case noire g7 · Roi blanc sur case noire f6 · Pion noir sur case noire d4 · Dame noire sur case blanche e4 · Dame blanche sur case noire f2 · Roi noir sur case noire c1 | Pion blanc sur case noire g7 · Roi blanc sur case noire f6 · Pion noir sur case noire d4 · Dame noire sur case blanche e4 · Dame blanche sur case noire f2 · Roi noir sur case noire c1 | Pion blanc sur case noire g7 · Roi blanc sur case noire f6 · Pion noir sur case noire d4 · Dame noire sur case blanche e4 · Dame blanche sur case noire f2 · Roi noir sur case noire c1 | 4 |
| 3 | Pion blanc sur case noire g7 · Roi blanc sur case noire f6 · Pion noir sur case noire d4 · Dame noire sur case blanche e4 · Dame blanche sur case noire f2 · Roi noir sur case noire c1 | Pion blanc sur case noire g7 · Roi blanc sur case noire f6 · Pion noir sur case noire d4 · Dame noire sur case blanche e4 · Dame blanche sur case noire f2 · Roi noir sur case noire c1 | Pion blanc sur case noire g7 · Roi blanc sur case noire f6 · Pion noir sur case noire d4 · Dame noire sur case blanche e4 · Dame blanche sur case noire f2 · Roi noir sur case noire c1 | Pion blanc sur case noire g7 · Roi blanc sur case noire f6 · Pion noir sur case noire d4 · Dame noire sur case blanche e4 · Dame blanche sur case noire f2 · Roi noir sur case noire c1 | Pion blanc sur case noire g7 · Roi blanc sur case noire f6 · Pion noir sur case noire d4 · Dame noire sur case blanche e4 · Dame blanche sur case noire f2 · Roi noir sur case noire c1 | Pion blanc sur case noire g7 · Roi blanc sur case noire f6 · Pion noir sur case noire d4 · Dame noire sur case blanche e4 · Dame blanche sur case noire f2 · Roi noir sur case noire c1 | Pion blanc sur case noire g7 · Roi blanc sur case noire f6 · Pion noir sur case noire d4 · Dame noire sur case blanche e4 · Dame blanche sur case noire f2 · Roi noir sur case noire c1 | Pion blanc sur case noire g7 · Roi blanc sur case noire f6 · Pion noir sur case noire d4 · Dame noire sur case blanche e4 · Dame blanche sur case noire f2 · Roi noir sur case noire c1 | 3 |
| 2 | Pion blanc sur case noire g7 · Roi blanc sur case noire f6 · Pion noir sur case noire d4 · Dame noire sur case blanche e4 · Dame blanche sur case noire f2 · Roi noir sur case noire c1 | Pion blanc sur case noire g7 · Roi blanc sur case noire f6 · Pion noir sur case noire d4 · Dame noire sur case blanche e4 · Dame blanche sur case noire f2 · Roi noir sur case noire c1 | Pion blanc sur case noire g7 · Roi blanc sur case noire f6 · Pion noir sur case noire d4 · Dame noire sur case blanche e4 · Dame blanche sur case noire f2 · Roi noir sur case noire c1 | Pion blanc sur case noire g7 · Roi blanc sur case noire f6 · Pion noir sur case noire d4 · Dame noire sur case blanche e4 · Dame blanche sur case noire f2 · Roi noir sur case noire c1 | Pion blanc sur case noire g7 · Roi blanc sur case noire f6 · Pion noir sur case noire d4 · Dame noire sur case blanche e4 · Dame blanche sur case noire f2 · Roi noir sur case noire c1 | Pion blanc sur case noire g7 · Roi blanc sur case noire f6 · Pion noir sur case noire d4 · Dame noire sur case blanche e4 · Dame blanche sur case noire f2 · Roi noir sur case noire c1 | Pion blanc sur case noire g7 · Roi blanc sur case noire f6 · Pion noir sur case noire d4 · Dame noire sur case blanche e4 · Dame blanche sur case noire f2 · Roi noir sur case noire c1 | Pion blanc sur case noire g7 · Roi blanc sur case noire f6 · Pion noir sur case noire d4 · Dame noire sur case blanche e4 · Dame blanche sur case noire f2 · Roi noir sur case noire c1 | 2 |
| 1 | Pion blanc sur case noire g7 · Roi blanc sur case noire f6 · Pion noir sur case noire d4 · Dame noire sur case blanche e4 · Dame blanche sur case noire f2 · Roi noir sur case noire c1 | Pion blanc sur case noire g7 · Roi blanc sur case noire f6 · Pion noir sur case noire d4 · Dame noire sur case blanche e4 · Dame blanche sur case noire f2 · Roi noir sur case noire c1 | Pion blanc sur case noire g7 · Roi blanc sur case noire f6 · Pion noir sur case noire d4 · Dame noire sur case blanche e4 · Dame blanche sur case noire f2 · Roi noir sur case noire c1 | Pion blanc sur case noire g7 · Roi blanc sur case noire f6 · Pion noir sur case noire d4 · Dame noire sur case blanche e4 · Dame blanche sur case noire f2 · Roi noir sur case noire c1 | Pion blanc sur case noire g7 · Roi blanc sur case noire f6 · Pion noir sur case noire d4 · Dame noire sur case blanche e4 · Dame blanche sur case noire f2 · Roi noir sur case noire c1 | Pion blanc sur case noire g7 · Roi blanc sur case noire f6 · Pion noir sur case noire d4 · Dame noire sur case blanche e4 · Dame blanche sur case noire f2 · Roi noir sur case noire c1 | Pion blanc sur case noire g7 · Roi blanc sur case noire f6 · Pion noir sur case noire d4 · Dame noire sur case blanche e4 · Dame blanche sur case noire f2 · Roi noir sur case noire c1 | Pion blanc sur case noire g7 · Roi blanc sur case noire f6 · Pion noir sur case noire d4 · Dame noire sur case blanche e4 · Dame blanche sur case noire f2 · Roi noir sur case noire c1 | 1 |
|   | a | b | c | d | e | f | g | h |   |

Le 21 juin 1999, Garry Kasparov débute la partie par le coup 1. e4. Après un vote des internautes, le « Reste du monde » choisit de continuer la partie en adoptant la défense sicilienne à 41 %, avec le coup 1. ..c5.
1. e4 c5 2. Cf3 d6 3. Fb5+ Fd7 4. Fxd7+ Dxd7 5. c4 Cc6 6. Cc3 Cf6 7. O-O g6 8. d4 cxd4 9. Cxd4 Fg7 10. Cde2 De6 11. Cd5 Dxe4 12. Cc7+ Rd7! 13. Cxa8 Dxc4 14. Cb6+ axb6 15. Cc3 Ta8?! 16. a4?! Ce4 17. Cxe4 Dxe4 18. Db3 f5 19. Fg5 Db4?! 20. Df7! Fe5 21. h3 Txa4 22. Txa4 Dxa4 23. Dxh7 Fxb2 24. Dxg6 De4 25. Df7 Fd4 26. Db3 f4 27. Df7?! Fe5?! 28. h4? b5! 29. h5 Dc4 30. Df5+ De6 31. Dxe6+ Rxe6 32. g3 fxg3 33. fxg3 b4 34. Ff4 Fd4+? 35. Rh1? b3 36. g4! Rd5 37. g5 e6 38. h6?! Ce7! 39. Td1 e5 40. Fe3 Rc4 41. Fxd4 exd4 42. Rg2 b2 43. Rf3 Rc3 44. h7 Cg6! 45. Re4 Rc2 46. Th1 d3 47. Rf5! b1=Q 48. Txb1 Rxb1 49. Rxg6 d2! 50. h8=D d1=D 51. Dh7 b5 52. Rf6+ Rb2 53. Dh2+ Ra1 54. Df4?! b4?! 55. Dxb4 Df3+ 56. Rg7! d5 57. Dd4+! Rb1 58. g6 De4? 59. Dg1+ Rb2 60. Df2+ Rc1? 61. Rf6 d4 62. g7! 1-0.
L'équipe « Reste du monde » décide d’abandonner la partie le 22 octobre, après le 62e coup des blancs.

## Polémique
Le bulletin board system (forum internet) tenu par MSN (Microsoft Network) qui servait de discussion, puis de lieu de vote des coups de la partie, fut paralysé par des querelles intenses et des fraudes, ainsi que par l'incertitude de savoir si Garry Kasparov lisait ou non les messages — ce qu'il admit[pas clair] sur le forum, même quelques jours après l'abandon des Noirs. Depuis, on veille dans ce genre de parties à ce que les discussions ne soient pas publiques.